# Brigadeführer
Brigadeführer naziv je za čin Sturmabteilunga i Schutzstaffela u razdoblju od 1932. do 1945.
Čin je prvobitno stvoren za Schutzstaffel časnike koji su zapovijedali jedinicama zvanim SS-Brigaden (brigade SS-a). 1933. SS-Brigaden su promijenile ime u SS-Abschnitte; međutim, naziv za čin Brigadeführer ostao je nepromijenjen.
Brigadeführer smatran je drugim po veličini, generalskim činom u SS-u i SA-u, između činova Oberführer (od kojeg je bio viši) i Gruppenführera (od kojeg je bio niži). To se promijenilo s proširenjem Waffen SS-a i Ordnungspolizeia. U objema navedenim organizacijama, Brigadeführer je smatran činom izjednačenim s njemačkim Wehrmachtovim Generalmajorom (general-bojnik), a višim od čina Wehrmachtovoga Obresta (pukovnika).  
Obilježje za Brigadeführera u početku su bila dva srebrna hrastova lista s jednom srebrnom točkom, no kasnije, 1942., obilježje postaju tri srebrna lista, a tada je stvoren i čin Oberstgruppenführer.  
Brigadeführeri su također nosili oznaku čina na ramenima Generalmajora, pa ih se tako i oslovljavalo (SS-Brigadeführer und Generalmajor der Waffen-SS und Polizei).